# Макеев, Анатолий Иванович
Анатолий Иванович Макеев — советский хозяйственный, государственный и политический деятель.

## Биография
Родился в 1941 году в Стерлитамаке. Член КПСС.
С 1965 года — на хозяйственной, общественной и политической работе. В 1965—2010 гг. — мастер, начальник отделения, заместитель начальника, начальник цеха металлических сеток № 2, заместитель директора завода, секретарь парткома Магнитогорского метизно-металлургического завода, первый секретарь Ленинского райкома КПСС г. Магнитогорска, начальник производственного отдела, заместитель генерального директора по производству, советник генерального директора Магнитогорского метизно-металлургического завода, заместитель, первый заместитель председателя областного Совета общественно-политического движения «За возрождение Урала».
Народный депутат РСФСР. член Общественной палаты РФ.
Живёт в Магнитогорске.

## Награды
- Орден Трудового Красного Знамени
- Почётный гражданин города Магнитогорска (2001)
- Заслуженный металлург РФ (2001)
- Почётный гражданин Челябинской области (21 декабря 2016) — за выдающиеся заслуги в становлении и развитии гражданского общества в Челябинской области